# Draga, Rijeka
Draga är ett lokalnämndsområde och samhälle i Rijeka i Kroatien. Samhället Draga består av områdena Pod ohrušvom, Gušć, Tomasići, Orlići, Brig, Pelinova gora och Tijani.

## Historia
Lämningar efter illyrisk-keltiska folkstammar, i synnerhet liburnerna, har hittats i det område som faller inom lokalområdet Dragas jurisdiktion. På berget Solin har lämningar efter ett antikt liburniskt försvarsverk påträffats. I samband med romerska rikets expansion betvingades illyrerna och på 600-talet (efter romerska rikets fall och den följande folkvandringstiden) slog sig slaver (kroater) ned i området.
Samhället Draga omnämns för första gången i skrift år 1431. Av ett gåvobrev från detta år framgår att Vinodols feodalherre Martin Frankopan låtit skänka Drenovas höfält till franciskanermunkarna i Trsat. På den tiden tillhörde Draga Bakars herregods som var en del av Vinodols stift.
Samhället Draga förvaltades som en del av Bakars herregods och senare Bakars kommun i närmare 600 år. På grund av bland annat irrationell förvaltning och olika former av orättvisor växte missnöjet med administrationen i dåvarande Bakars kommun vilket ledde till att den forna österrikisk-ungerska kommunen år 1874 upplöstes. Av den tidigare storkommunen skapades mindre kommuner såsom Kraljevicas, Bakaracs, Hreljins, Praputnjaks, Krasicas, Škrljevos, Kostrenas, Trsats och Dragas kommun. Dragas status som kommun blev dock inte långvarig. Redan år 1876 inkorporerades Draga i Trsats kommun som i sin tur senare integrerades i Sušaks kommun. År 1947 förenades Sušak och dåvarande Fiume i en administrativ enhet och Draga har sedan dess varit en del av Rijeka.        
Dragas utbildningsväsende har gamla anor. År 1822 invigdes det dåvarande österrikiska Dragas första privata grundskola och något mer än två decennier senare (1855) invigdes en allmän grundskola i samhället.

## Geografi
Draga gränsar till lokalnämndsområdena Sveti Kuzam i sydöst, Gornja Vežica i nordväst och Orehovica i norr. I sydväst gränsar Draga till Kostrenas kommun, i nordöst till Čavles kommun och i sydöst till Bakars kommun. 

## Anläggningar och byggnader (urval)
- Motorväg A7
- Sankt Antonius Eremitens kyrka
- Sankt Jakobs kyrka